# Meerrettich
Der Meerrettich (bundesdeutsches und Schweizer Hochdeutsch) bzw. Kren (in bairischen Sprachgebieten wie Bayern und Österreich), botanisch Armoracia rusticana, ist eine Pflanzenart aus der Gattung Armoracia innerhalb der Familie der Kreuzblütengewächse (Brassicaceae). Die Wurzel der Meerrettichpflanze wird als Gemüse, Gewürz oder in der Pflanzenheilkunde verwendet. Mit den Rettichen der Gattung Raphanus, ebenfalls Kreuzblütler, ist er nur entfernt verwandt.

## Beschreibung

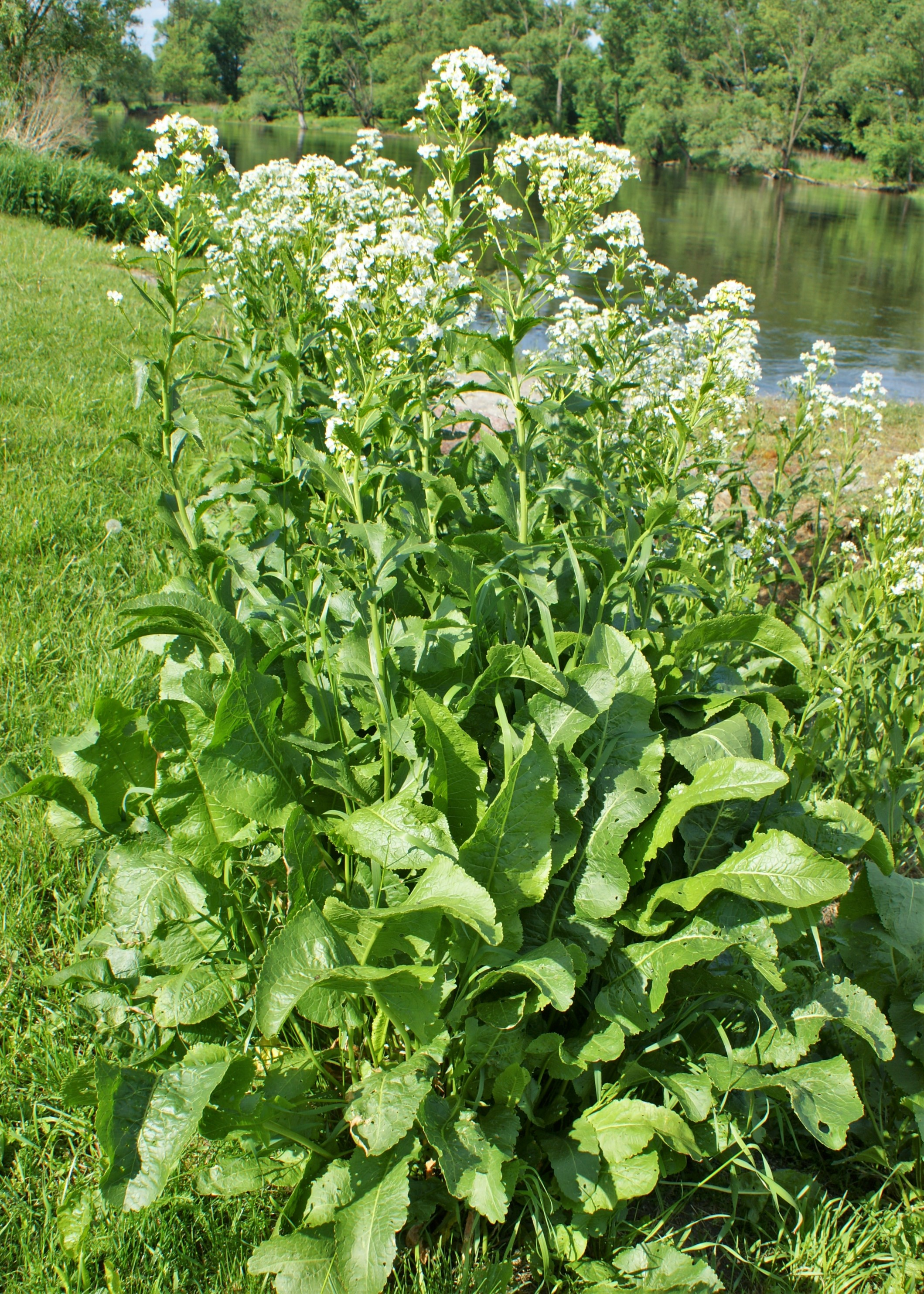
Oberirdische Pflanzenteile: Habitus, Laubblätter und Blütenstände

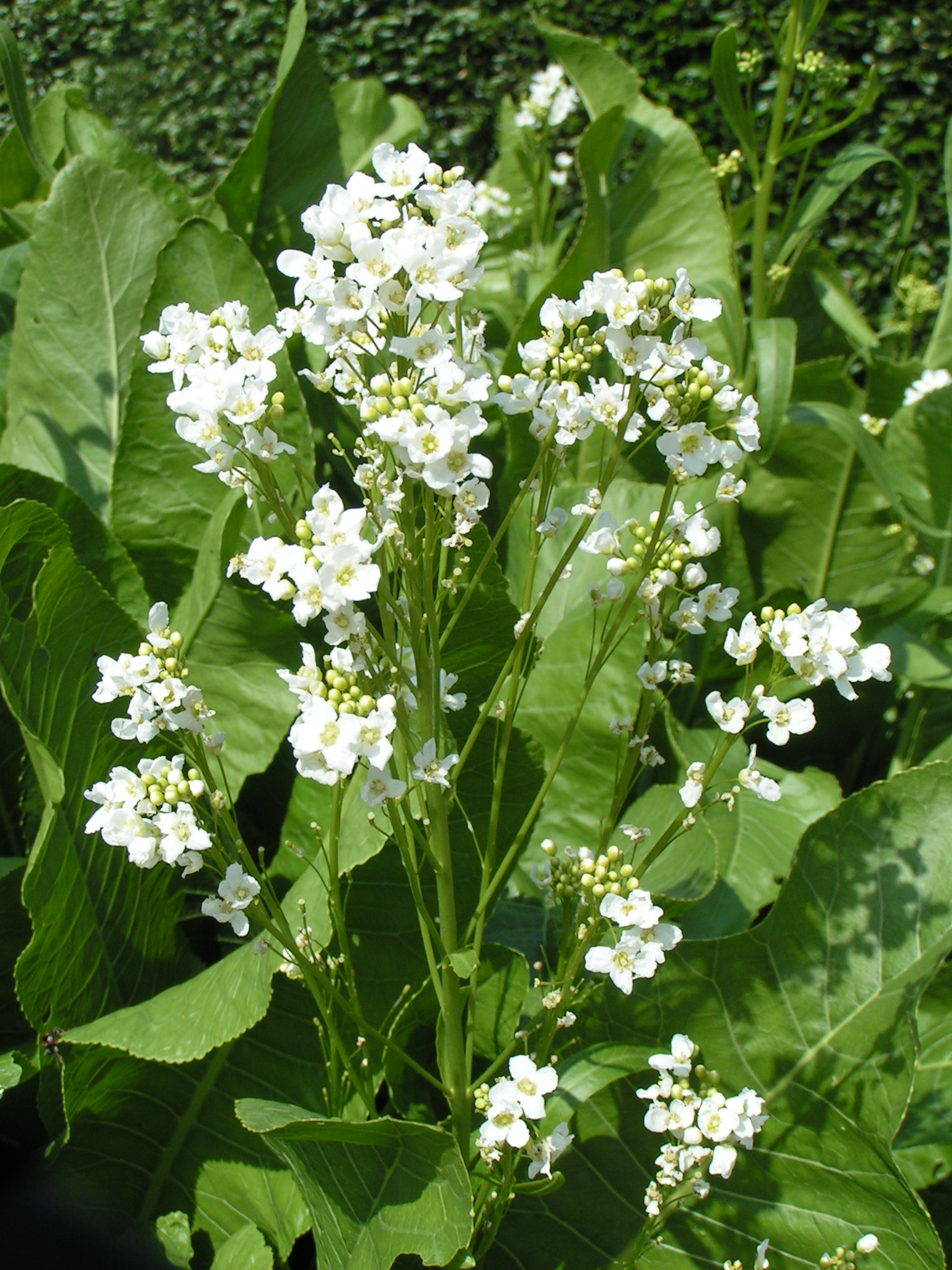
Blüte und Blatt

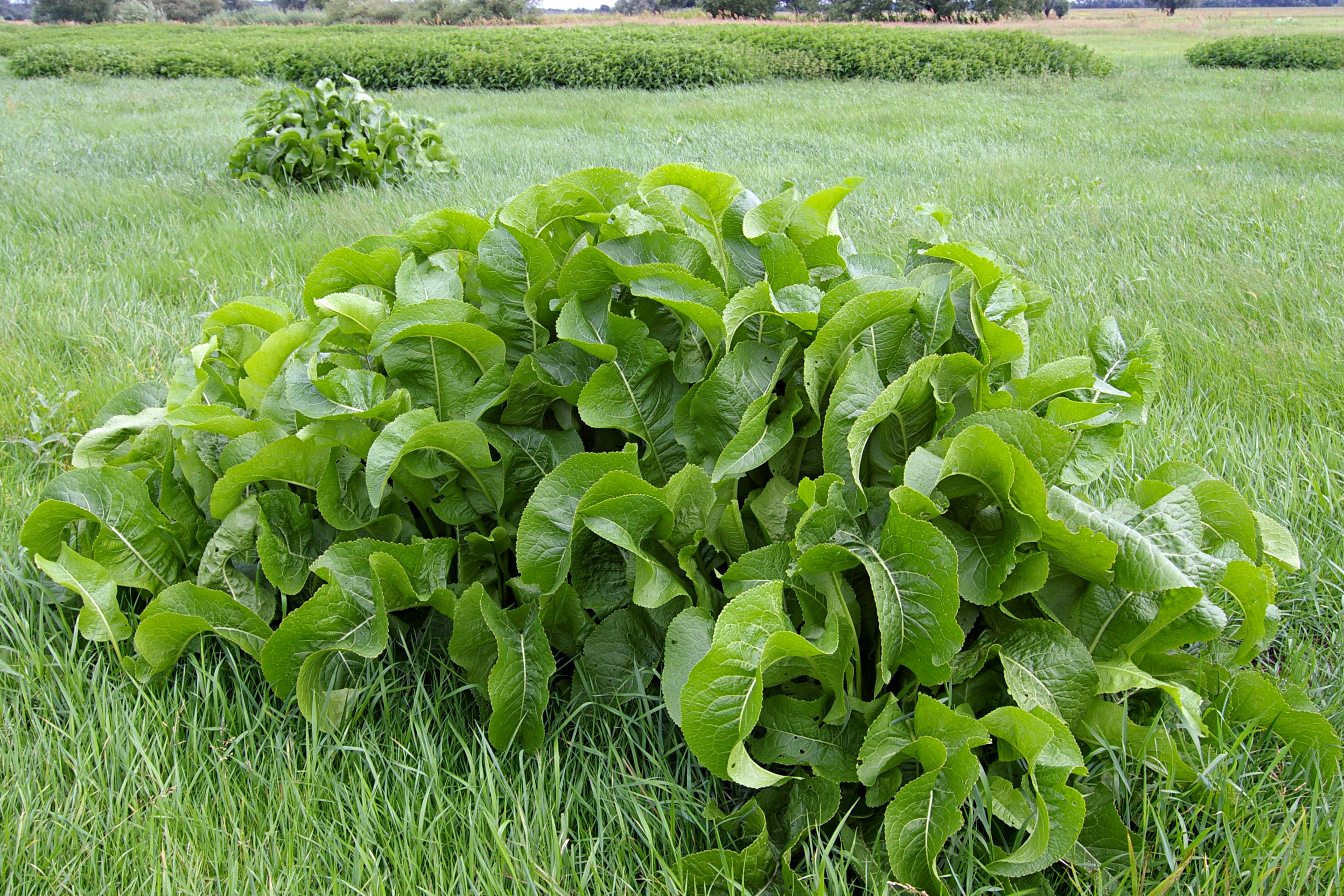
Der Gewöhnliche Meerrettich kann stattliche Ausmaße erreichen

### Vegetative Merkmale
Der Meerrettich wächst als ausdauernde krautige Pflanze und erreicht Wuchshöhen von 50 bis 120 Zentimetern, gelegentlich auch bis 2 Metern. Diese winterharte Pflanze hält Temperaturen bis −50 °C aus. Als Überdauerungsorgan wird eine senkrechte, walzenförmige Pfahlwurzel gebildet, die eine Länge von 30 bis 40 Zentimetern und einen Durchmesser von 4 bis 6 Zentimetern erreicht. Unter guten Bedingungen mit leicht durchwurzelbarem Boden (Moor, Sand) wird die Pfahlwurzel bis zu 60 Zentimeter lang. Zum Stängel hin ist die Wurzel vielköpfig und am Wurzelende ästig mit vielen Seitenwurzeln und Wurzelfasern. Die unregelmäßig gerillte Wurzel ist außen schmutzig gelb-braun, aber das Innere ist weiß und etwas faserig.
Alle Pflanzenteile sind unbehaart. Die grundständigen und am Stängel verteilten Laubblätter sind in Blattstiel und Blattspreite gegliedert. Der immer an seiner Basis deutlich verbreiterte Blattstiel kann bei den Grundblättern bis zu 60 Zentimeter lang sein, dagegen ist er bei den obersten Blättern sehr kurz. Die meist einfache, selten fiederteilige Blattspreite ist bei den Grundblättern oval-lanzettlich bis bei den oberen Stängelblättern lineal-lanzettlich. Die Blattspreite ist meist 20 bis 45 (10 bis 60) Zentimeter lang und 5 bis 12 (3 bis 17) Zentimeter breit. Der Blattrand ist bei den Grundblättern stark gekerbt und etwas gewellt oder kraus bis bei den unteren Stängelblättern ganz grob gekerbt und bei den oberen Stängelblättern fast glatt. Die Blattflächen besitzen stark hervorstehende Blattader|Blattnerven. Die Blätter am Stängel sind unten kurz geteilt, häufig fiederspaltig und ganzrandig.

### Generative Merkmale
Im Frühjahr beginnen sich die Blütenstände zu bilden; die Blütezeit reicht von Mitte Mai bis Juli. Die runden Blütenstandschäfte erreichen Wuchshöhen von bis zu 1,20 Metern. Der traubige Blütenstand besitzt Durchmesser von bis zu 40 Zentimetern. Es sind keine Hochblätter vorhanden.
Die Blüten duften stark. Die zwittrigen Blüten sind vierzählig mit doppelter Blütenhülle (Perianth). Die vier Kelchblätter sind bei einer Länge von 2 bis 4 Millimetern länglich mit stumpfem oberen Ende. Die vier weißen Kronblätter sind mit einer Länge von meist 5 bis 7, bis zu 8 Millimetern bis zu doppelt so lang wie die Kelchblätter und bis zu 1,5 Millimeter lang genagelt. Zwischen den Staubfäden befinden sich sechs Drüsen, zwei seitlich am Grund der kurzen und je eine zwischen den langen Staubfäden und dem Kelch. Es sind sechs Staubblätter vorhanden mit 1 bis 2,5 Millimeter langen Staubfäden und 0,5 bis 0,8 Millimeter langen Staubbeuteln. Der Griffel ist nicht wahrnehmbar oder bis zu 0,5 Millimeter lang. Die Narbe ist halbkugelig mit einer Furche oben.
Die Blüten-/Fruchtstiele wachsen bis zur Fruchtreife zu einer Länge von 8 bis 20 Millimetern. Die Schoten bilden sich nicht immer vollständig aus. Die Schote ist 4 bis 6 Millimeter lang. In jedem Schotenfach befinden sich keine oder vier bis selten sechs Samen. Die zusammengedrückt wirkenden Samen sind oval, braun und fast glatt.

### Chromosomenzahl
Die Chromosomenzahl beträgt 2n = 32.

## Systematik
Diese Art wurde 1753 unter dem Namen Cochlearia armoracia von Carl von Linné in Species Plantarum, Tomus II, S. 648 erstveröffentlicht. 1800 stellten Gottfried Gaertner, Bernhard Meyer und Johannes Scherbius in Oekonomisch-Technische Flora der Wetterau die neue Gattung Armoracia auf und ersetzten den bisherigen Namen durch den heute gültigen Namen Armoracia rusticana. Verschiedene Autoren stellten diese Art in unterschiedliche Gattungen. Es gibt eine Reihe weiterer Synonymen für Armoracia rusticana G.Gaertn., B.Mey. & Scherb.: Armoracia rusticana Baumg., Cochlearia rusticana Lam., Cochlearia variifolia Salisb., Raphanis magna Moench, Armoracia lapathifolia Gilib., Armoracia sativa Bernh., Nasturtium armoracia (L.) Fries, Rorippa armoracia (L.) Hitchc., Rorippa rusticana (G.Gaertner et al.) Godron.

## Namenskunde

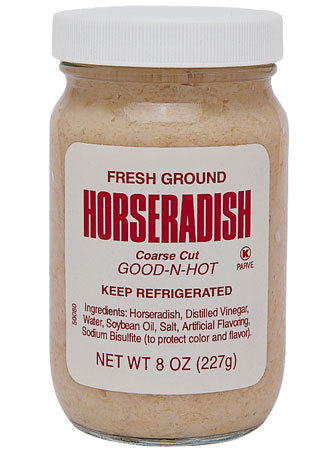
Abgefüllter geriebener Horseradish, Silver Spring Foods, USA

### Meerrettich
Zur Herkunft des Wortes Meerrettich (von mittelhochdeutsch merretich) gab es unterschiedliche Auffassungen. Der Pflanzenname lässt sich in seiner althochdeutschen Form erstmals im 10. Jahrhundert (mērrātih) nachweisen.
Nach Heinrich Marzell bedeutet der Name „der über das Meer zu uns gekommene Rettich“. (Zu solcher Benennungsmotivation vgl. etwa auch „Meerzwiebel“, „Meerschweinchen“ und „Meerkatze“). Ein Hinweis auf diese Deutung sei auch die Tatsache, dass Meerrettich an Meeresküsten wachse. Die Meinung, dass Meerrettich aus Mährrettich (von Mähre = altes Pferd) entstanden sei (so bei Adelung) und so dem englischen horseradish bzw. dem französischen radis de cheval entspräche, hält bereits Marzell für eine oft vorkommende „gelehrte Volksetymologie“.
Der etymologische Duden gibt wie seine Quelle (Etymologisches Wörterbuch der deutschen Sprache) die etablierte Ansicht wieder, dass die eigentliche Wortbedeutung lediglich einen „größeren Rettich“ (lateinisch raphanus maior) – im Gegensatz zum schon länger bekannten kleineren Rettich – bezeichnet und die unter anderem von Marzell vertretene Meinung eine spätere Umdeutung darstellt. Dazu ist zu bemerken, dass der Gebrauch von mehr im Sinne von „stärker“ oder „größer“ (lateinisch maior) seit dem Mittelhochdeutschen seltener geworden ist, weshalb nach anderen plausiblen Konstruktionen gesucht wurde.

### Kren
Das in Österreich und Bayern sowie im Schlesischen für Meerrettich seit dem 13. Jahrhundert (chrēn, krēn) verwendete Wort Kren ist ein Lehnwort aus dem slawischen Sprachraum, zum Beispiel tschechisch křen (älter chřĕn; eine Verkürzung des Wortes kořen = Wurzel), slowakisch chren, russisch хрен.
Eine fränkische Variante wird entsprechend der Aussprache auch  „Kree“ geschrieben.

## Verbreitung
Das Herkunftsgebiet des Meerrettichs ist wohl die Ukraine und das angrenzende europäische Russland. Sonst ist er fast auf der ganzen nördlichen Halbkugel ein Neophyt. Verwildert kommt Meerrettich am Rand feuchter Wiesen, an Bachläufen und Flussufern vor. In Deutschland sind die Zentren des Meerrettichanbaus der Spreewald, das badische Fautenbach, das badische Meerrettichdorf Urloffen (das ein eigenes Meerrettich-Lied aufzuweisen hat) sowie das fränkische Baiersdorf bei Erlangen, wo Meerrettich im großen Stil angebaut und verarbeitet wird, jedes Jahr im September der Krenmarkt stattfindet und es bis 2020 ein Meerrettich-Museum gab. Im Raum Bamberg und Nürnberg ist der Anbau von Meerrettich bereits seit Karl dem Großen bekannt. 1930 wurde der Meerrettich-Anbau im fränkischen Raum zwischen Nürnberg und Forchheim als der weltweit größte angesehen. Damals wurde in den Niederlanden noch wenig Meerrettich angebaut. Inzwischen wird er auch im Raum Hannover und Hamburg sowie im Raum Erfurt landwirtschaftlich nennenswert genutzt.
In Österreich liegen die traditionellen Anbaugebiete für Kren in den süd- west- und oststeirischen Bezirken Hartberg-Fürstenfeld, Deutschlandsberg, Voitsberg, Leibnitz, Weiz, Graz-Umgebung und Südoststeiermark. Jährlich werden in der Steiermark rund 4000 Tonnen Kren produziert. Die Anbaufläche beträgt rund 300 Hektar. „Steirischer Kren g.g.A.“ ist eine anerkannte Herkunftsbezeichnung mit Regionenschutz sowie im Register der Traditionellen Lebensmittel eingetragen.
Im französischen Elsass existieren heute etwa 20 ha, die von 15 Produzenten mit Meerrettich bebaut werden. In den USA wird Meerrettich hauptsächlich in den Staaten Missouri, Illinois, New York und New Jersey kommerziell angebaut. Auch dort kommt er durch den Anbau verwildert vor. Südafrika kennt den Meerrettichanbau ebenfalls.

## Herkunft und Geschichte
Meerrettich war schon in der Antike bekannt. Das wird beispielsweise durch ein Wandgemälde in Pompeji belegt. Cato befasste sich in seinen Abhandlungen zum Ackerbau ausführlich mit dieser Pflanze. Ursprünglich stammt der Meerrettich aus Südosteuropa, in kultivierter Form wohl aus Moldawien. Von dort wurde er durch die slawischen Völker nach Mitteleuropa gebracht und verbreitet. Heute kommt er in Mitteleuropa verwildert vor. In Ostrussland und der Ukraine gibt es ihn noch in der Wildform.
In Deutschland soll der Meerrettich erst seit dem Mittelalter angebaut worden sein. Er soll zunächst als Heilpflanze und dann erst als Gewürz eingesetzt worden sein.
Einen der ersten Hinweise, dass der Meerrettich auch selbstständig verwildert vorkommt, findet man bei Leonhart Fuchs. Er schreibt in der deutschen Ausgabe seines Kräuterbuchs (1543, Cap. CCLVI, unter „Statt irer wachsung“): „Der Meerrhettich wechßt zu Zeiten von sich selbs on pflantzung in den wisen, als umb Tübingen würt sein vil auff der Pfaffenwisen genent gefunden. Er würt auch in den gärten gezilet, unnd der selbig ist ein wenig milter und besser, der wart und pflantzung halben“. In der lateinischen Ausgabe (1542: Seite 661) steht dort: „in pratis nonnumquam sua sponte copiose provenit, ut fit in prato ad oppidum Tubingam sito, sacrificorum vocato“.
Als verwilderte Pflanze kommt der Meerrettich gern zusammen mit dem Guten Heinrich (Blitum bonus-henricus) und mit Brennnessel-Arten (Urtica) in Gesellschaften des Arction- oder Aegopodion-Verbands auf.
In den Allgäuer Alpen steigt der Meerrettich als verwilderte Pflanze am Prinz-Luitpold-Haus in Bayern bis zu 1847 m Meereshöhe auf.
Die ökologischen Zeigerwerte nach Landolt et al. 2010 sind in der Schweiz: Feuchtezahl F = 3+w (feucht aber mäßig wechselnd), Lichtzahl L = 3 (halbschattig), Reaktionszahl R = 3 (schwach sauer bis neutral), Temperaturzahl T = 4 (kollin), Nährstoffzahl N = 4 (nährstoffreich), Kontinentalitätszahl K = 3 (subozeanisch bis subkontinental).
Der Meerrettichanbau in Nordamerika geht auf im Spreewald geerntete und in Kisten und Fässern verschiffte Pflanzen zurück. Seit 2010 läuft ein Projekt der EU-Kommission, in welchem die Vermarktung und der Absatz des „Bayerischen Meerrettichs“ unter dem Begriff Weltgenusserbe Bayern gefördert wird.

## Nutzung

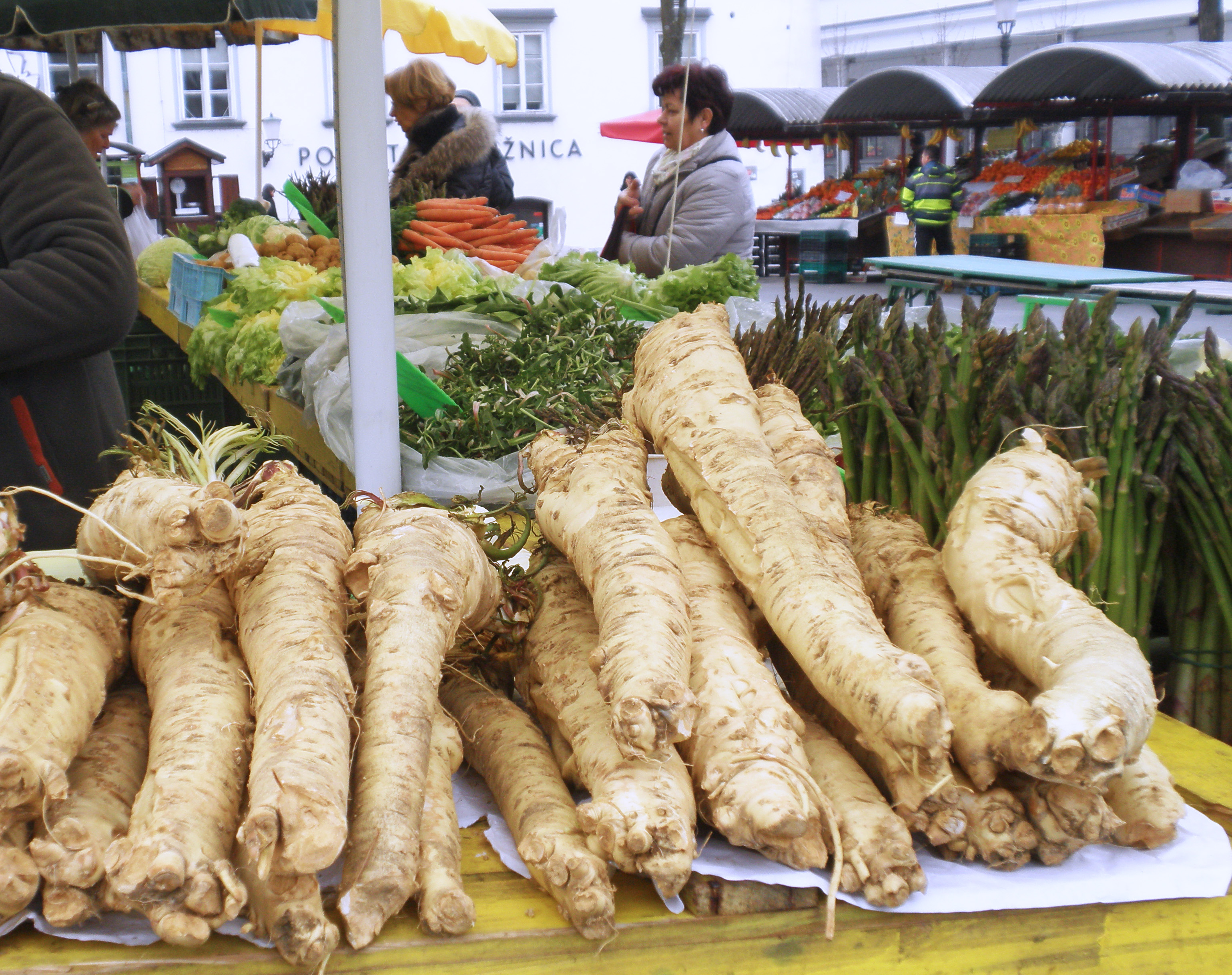
Meerrettichwurzeln zum Verkauf auf einem Markt in Slowenien

### Anbau
Besondere Sorten kennt man beim Meerrettich nicht, jedoch haben sich über die Jahrhunderte des erwerbsmäßigen Anbaus örtliche Herkünfte (Ökotypen) mit eigenen Selektionen entwickelt. Wurzelform und Geschmack unterscheiden sich. Meerrettich braucht leicht durchwurzelbare und leicht bearbeitbare tiefgründige Böden, die gerades Wachstum und leichte Ernte der Wurzeln ermöglichen. Deshalb hat er sich in Deutschland in Gegenden wie Nürnberg (lehmiger Sand) und Baden (Löss und sandiger Schwemmlandboden) besonders ausgebreitet.
Eine Düngung mit 40 bis 50 t/ha Stallmist wirkt im Herbst besser, wenn dieser eingepflügt wird. Der Boden darf nicht frisch vor der Pflanzung mit Mist gedüngt sein. Die nötige Menge Stickstoff (N) kann auch in 2 Gaben als Kopfdüngung mit je 20–25 kg N/ha gegeben werden. Als idealer pH-Bereich für die Bodenreaktion wird ein pH von 6 bis 7 angesehen. Der Gesamtbedarf, von dem Bodenvorrat und Stallmistdüngung abgezogen wird, beträgt jeweils in kg/ha 220 N, 65 P2O5, 275 K2O, 25 MgO und 190 CaO. Meerrettich ist gegen hohe Salzgehalte im Boden empfindlich, weshalb eine organische Düngung vorzuziehen ist.
Gepflanzt werden am besten Seitenwurzeln (Fechser oder Fexer und Schwigatze im Spreewald). Dazu werden etwa 6 bis 8 mm dicke und teils 30 oder 50 bis 60 cm lange Fechser ausgesuchter Mutterpflanzen verwendet, die bei der Ernte im Herbst von ausgewachsenen Meerrettichstangen anfallen. Die Fechser werden Ende März bis April oder gleich im Herbst (November) gepflanzt. Die Wurzeln werden schräg in vorbereitete Gräben gelegt oder mit einem langen Pflanzholz in vorgestochene schräg verlaufende Löcher geschoben. Werden sie zu waagerecht gelegt, wächst die Wurzel kaum in die Dicke, kommen sie zu steil in den Boden, wachsen sie zu sehr ins Kraut. Das spezielle Pflanzholz, das leicht gekrümmt und teils mit Eisen beschlagen wurde, ist 50 Zentimeter lang und wird Krenstecher genannt.
Heute wird mit einer speziellen Pflanzmaschine gepflanzt. Der Pflanzabstand beträgt 25 Zentimeter in der Reihe, der Reihenabstand 50–60 Zentimeter. Die Wurzeln werden mit Erde bedeckt, aber nicht zugedeckt, wobei die Köpfe zu etwa 2–3 Zentimeter oberhalb der Erde bleiben. Auch der Dammanbau ist möglich und heute im Erwerbsanbau Standard. Drei bis vier Wochen nach der Pflanzung treiben die Schnittlinge (Fechser) aus.
Im Laufe der Kultur wurden früher die Wurzelstöcke freigegraben oder angehoben, um die Seitenwurzeln zu entfernen und so das Wachstum der stärksten Wurzel zu fördern. Das geschah im Juni und ergab große und kompakte Wurzeln. Das Entfernen der Seitenwurzeln erhöht auch den Ertrag, weil mehr Wurzeln mit vermarktbarer Qualität geerntet werden können. Wird das nicht gemacht, sinkt der Anteil der A-Ware von 90 auf 40 Prozent. Gleichzeitig werden jedoch dadurch Wurzelkrankheiten gefördert.
Das Hauptwachstum der Kultur erstreckt sich auf den späteren Sommer, weshalb die Kultur besonders in dieser Phase, wenn nötig, bewässert und gedüngt werden sollte. Abgesehen von der Bewässerung wird während des ganzen Jahres lediglich das Unkraut bekämpft. Sind die Wurzeln zur Ernte im Hausgarten noch zu schwach, können einzelne Pflanzen auch im Boden belassen und im Folgejahr geerntet werden. Im Erwerbsanbau ist das nicht üblich. Um jedoch besonders dicke Stangen zu ernten, kann die ganze Kultur auch zwei Jahre ohne Ernte stehen bleiben.

### Ernte

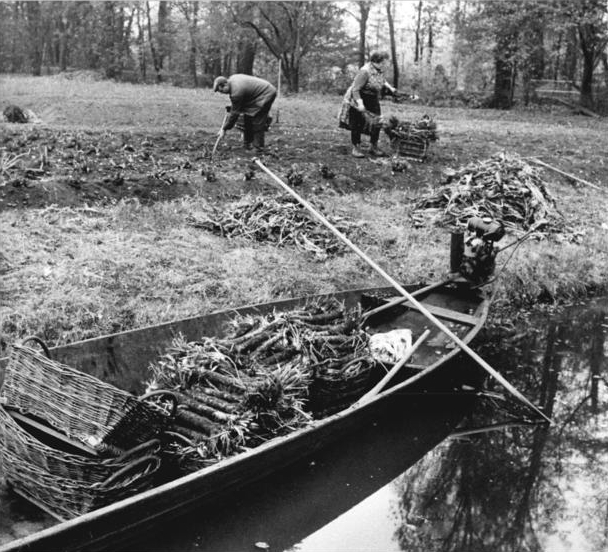
Meerrettichernte im Spreewald, 1983

Die Ernte kann dann beginnen, wenn die Blätter abzusterben beginnen. Dann ist das Wurzelwachstum beendet. Da Meerrettich winterhart ist, kann die Ernte vom Herbst ab Ende Oktober bis zum Frühjahr vor dem erneuten Austreiben der Wurzelstöcke stattfinden.
Geerntet wird mit einem durch Verstärkungen robusteren Kartoffelernter, mit dem die Reihen 40 Zentimeter tief unterfahren werden. So können auch die Seitenwurzeln, die als Schnittlinge zu Fechser vorbereitet werden, schadlos aufgenommen werden. Wenn danach eine andere Kultur folgen soll, müssen beim Ernten alle Wurzelstücke entfernt werden, sonst wird Meerrettich zum Unkraut.
Es wird mit einem Ertrag von 20 Tonnen/ha gerechnet, was etwa 30.000 Stangen entspricht. Der Ertrag schwankt jedoch je nach Pflanzdichte (2–4 Fechser/m²) und niedriger bis hoher Düngung zwischen 5,6 und 30,6 t/ha. Wird schon im August geerntet, kann nur das halbe Ertragspotential ausgeschöpft werden, weil im Oktober die größte Ertragszunahme stattfindet.
Da Meerrettich leicht zu lagern ist, kann er über große Distanzen transportiert und verkauft werden. Zum Verkauf als Frischware wird er gewaschen und einfoliert, um das Austrocknen zu verhindern. Der größte Teil geht jedoch als Industrieware in die Verarbeitung. Für die Kultur werden je nach Mechanisierung 800 bis 1000 Arbeitsstunden pro Hektar benötigt.

### Vermehrung
Da Meerrettich nur unzureichend Samen bildet, ist die Vermehrung mittels Aussaat nicht üblich. Zur Vermehrung werden Wurzelstücke oder Adventivwurzeln abgetrennt und gesteckt. Die Adventivwurzeln dürfen nicht höckrig oder krumm sein, sonst werden auf lange Zeit Meerrettichtypen mit geringwertigen Wurzeln durch Selektion gezüchtet.
Die Wurzelstücke, auch Fechser genannt, sind etwa so dick wie ein Bleistift. Sie werden in Bündeln den Winter über kühl in feuchtem Sand gelagert und im April gepflanzt. Weniger gut zur Vermehrung geeignet sind die Kronenstücke (Kopf der Wurzel). Dazu werden die oberen 5 cm der kleineren Stangen abgeschnitten. Fechser und Köpfe können zum schnelleren Anwurzeln angetrieben werden.

### Krankheiten und Schädlinge
Als Schädlinge sind Mäuse und Engerlinge, die an den Wurzeln fressen, sowie Meerrettichblattkäfer und deren Larven zu nennen. Letztere verursachen wie die ebenfalls vorkommenden Meerrettich-Erdflöhe und die gelbschwarz gestreiften Erdflöhe Lochfraß und können bei sehr starkem Befall das ganze Blattwerk vernichten. Die Rübenblattwespe (Athalia spinarum) verursacht auch gelegentlich sogenannte Platzminen durch Fraß unter der Blattoberfläche. Kohlweißling, Meerrettichspanner (Larentia fluctuata) und Kohlzünsler (Evergestis forficalis) trifft man weniger an. Bei den Pilzkrankheiten sind Ascochyta armoraciae und Cercospora armoraciae zu erwähnen. Außerdem kommen Weißer Rost (Albugo candida), der oft gleichzeitig mit Falschem Mehltau auftritt, vor.
Befall durch den Pilz Verticillium dahliae vermindert nicht den Ertrag, führt aber zur Schwarzfärbung der Wurzel, was diese bei kommerziellem Anbau wertlos macht. Durch die vegetative Vermehrung des Pflanzguts sind in einzelnen Betrieben Ernteausfälle bis 100 % aufgetreten.
Frische Düngung mit Mist im Frühjahr kann zu fleckigen Wurzeln führen. Dabei handelt es sich um die Meerrettichschwärze, die wohl physiologisch bedingt ist. Durch die vegetative Vermehrung kommt es leicht zur Vermehrung von mit Viren verseuchtem Pflanzgut. Bekannt ist das Virus, das die Fadenblättrigkeit verursacht. Weitere Viruskrankheiten an Meerrettich sind die durch Blattläuse übertragene Meerrettich-Mosaikkrankheit (Turnip mosaic virus), die auch die Kohlschwarzringflecken verursacht. Darüber hinaus kommen auch noch das Arabis-Mosaik-Virus (arabis mosaic virus) und das Tomatenschwarzringvirus (tomato black ring virus) vor.

## Verwendung

### Küche

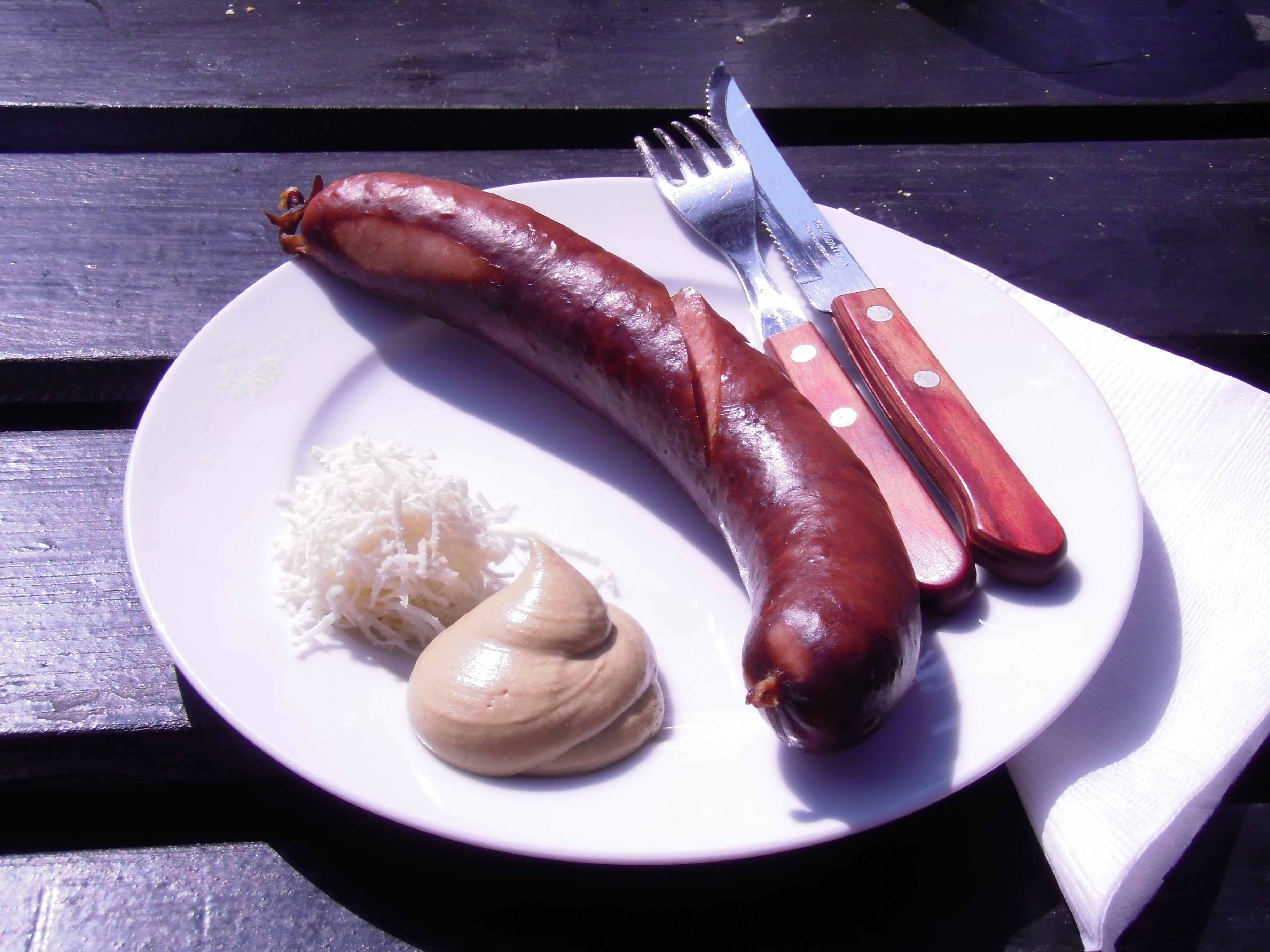
Frisch geriebener Kren wird oft zu einer deftigen Jause gereicht

Insbesondere in den Meerrettichanbaugebieten gehören Gerichte mit Meerrettich zum Alltag. Die Meerrettichwurzel ist in unverarbeitetem Zustand geruchlos. Wird sie geschnitten oder gerieben, verströmt sie einen stechenden und zu Tränen reizenden Geruch. Verantwortlich für diesen ist Allylisothiocyanat, das sich bei Zellverletzung enzymatisch aus Sinigrin bildet. Vor der leichten Erhältlichkeit von Pfeffer waren Meerrettich und Senf die einzigen scharfen Gewürze der deutschen Küche und fanden entsprechend viel Anwendung. Wird die Wurzel getrocknet oder gekocht, verliert sie ihr flüchtiges Öl größtenteils und damit auch ihren scharfen Geschmack.
Der Engländer John Gerard berichtete 1597, dass sich „der gestampfte und mit etwas Essig verrührte Meerrettich bei den Deutschen für Saucen zu Fischgerichten und bei Speisen, die wir mit Senf essen“, allgemeiner Beliebtheit erfreue. Meerrettich wird heute unter anderem zu Räucherfisch, Tafelspitz, Sauerfleisch, Roastbeef, zu Schinken und Frankfurter oder Wiener Würstchen serviert. Mit Meerrettich gewürzter Quark oder Frischkäse ist ein beliebter Brotaufstrich. Oft wird Meerrettich mit Sahne als Sahnemeerrettich zubereitet. In der Lebensmittelindustrie wird Meerrettich zusammen mit Senfkörnern zu Wasabi-Pulver verarbeitet, das als preisgünstiger und aromatischer Ersatz für echten japanischen Wasabi Verwendung findet.
Weitere Zubereitungsarten sind Meerrettichsenf oder auch Preiselbeer-Sahnemeerrettich, der zu Wild verwendet wird, und der besonders im bayerischen und österreichischen Raum verbreitete Apfelkren, neben Semmelkren die klassische Beilage zu gekochtem Rindfleisch wie Tafelspitz. Auch zu gedünstetem Fisch passt Meerrettich-Creme. Neben der rohen Verwendung wird Meerrettich auch gekocht verwendet. Er findet in Franken, Hessen und der Pfalz sowie in der Lausitz als Meerrettichsauce zu gekochten Rindfleisch seinen Platz auf den Speisekarten.
Auch die Seitenwurzeln und im Frühjahr die jungen grünen Triebe des Meerrettichs können verwendet werden. Die Triebe kann man in der Pfanne anbraten und als Gemüsesnack verzehren. Die Seitenwurzeln kann man in Scheiben schneiden, mit kochend heißem Wasser übergießen, zehn Minuten ziehen lassen und als Meerrettich-Tee trinken.

### Inhaltsstoffe

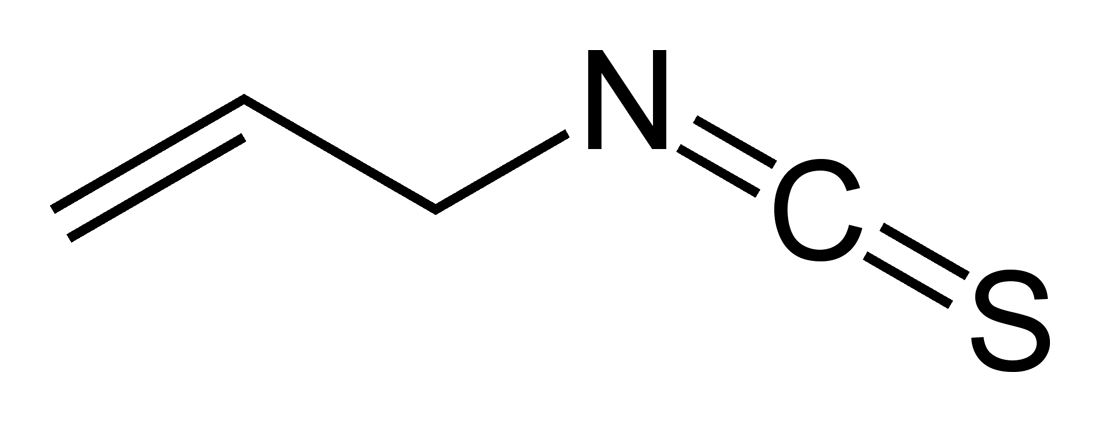
Allylisothiocyanat ist mitverantwortlich für die reizende Wirkung

Meerrettich enthält unter anderem folgende Inhaltsstoffe: Vitamin C, Vitamine B1, B2 und B6, Kalium, Calcium, Magnesium, Eisen und Phosphor sowie die Senfölglykoside Sinigrin und Gluconasturtiin, Allicin, Flavone, ätherische Öle, aus denen sich Senföle bilden, die unter anderem antibiotisch wirken.
Der Vitamin-C-Gehalt der frischen Pflanze beträgt 177,9 mg/100 g Frischgewicht. Der hauptsächlich als Geschmacks- und Geruchsträger verantwortliche und zu Tränen reizende Stoff ist Allyl- oder Butylsenföl. Sie sind bis zu einem Gehalt von 0,05 % in der frischen Wurzel enthalten. Außerdem konnten die Senföle Methyl-, Ethyl-, Isopropyl-, 4-Pentenyl-, 2-Phenylethylisothiocyanat sowie Ethylthiocyanat festgestellt werden. Beim Zerstören der Zellen wirkt das Enzym Myrosinase auf das Glycosid Sinigrin, eine Vorstufe zu Senföl, ein und lässt Senföl entstehen. Weitere Inhaltsstoffe sind Asparagin, Glutamin, Arginin, organisch fixierter Schwefel sowie das Enzym Peroxidase (Meerrettich-Peroxidase (englisch horseradish peroxidase), abgekürzt HRP).

### Lagerung
Die Wurzel wird im Herbst geerntet, von Wurzelfasern, Seitenwurzeln und überschüssiger Erde befreit und in feuchtem Sand eingeschlagen. Im Erwerbsanbau werden die Wurzeln in Foliensäcke oder -Beutel verpackt, bei −2 °C im Kühlraum aufbewahrt und sind so nach der Ernte noch lange lieferbereit und halten bis zur nächsten Ernte. Lagerungsversuche zeigten, dass eine Lagertemperatur bis −5 °C zu empfehlen ist. Die Wurzeln werden bei niedrigeren Temperaturen gummiartig und zäh. Während der Lagerung verlieren die Wurzeln langsam ihre Schärfe, welche direkt nach der Ernte am intensivsten ist. Ein Teil der Wurzeln bleibt über den Winter im Feld und wird im Frühjahr geerntet. Der Boden dient als natürliches Lager. In dieser Zeit wachsen die Wurzeln nicht weiter und verlieren nicht an Qualität.

## Medizinische Bedeutung
Im Mittelalter gab es eine ganze Liste von Krankheiten, gegen die der Meerrettich (pharmakologisch in gleicher Weise wie der als etwas schwächer wirkend geltende Rettich) Verwendung fand. Er wurde hauptsächlich als reizendes, hauterrötendes Mittel verabreicht und gegen Skorbut eingesetzt. Meerrettich wurde dazu mehr äußerlich als innerlich angewendet. Außerdem wurde Meerrettich als nützlich gegen Vergiftungen in größeren Mengen gegessen, um das Erbrechen zu fördern. Er wurde im Weiteren wie Senf gegen Verdauungsbeschwerden, Wassersucht, Amenorrhoe und bei Wechselfieber benutzt. Dazu wurde die Wurzel gerieben oder gepresst und löffelweise verabreicht. Auch gegen Ohrenweh und Dreitagefieber wurde er als nützlich angesehen.
Heutzutage wird Meerrettich verwendet, um die Abwehrkräfte zu stärken und vor Erkältungskrankheiten zu schützen. Der Meerrettich enthält sehr viel Vitamin C. Die in den Apotheken käufliche Radix Armoraciae ist in Heilmitteln gegen Grippe und Harnwegsinfektionen enthalten. Er wirkt kreislaufanregend, hustenlösend und wird äußerlich als Breiumschlag bei Rheuma, Gicht, Insektenstichen, Ischias und anderen Nervenschmerzen angewandt. Auch bei Kopfschmerzen soll er helfen. Dazu muss man ein wenig Duft des geriebenen Meerrettichs einatmen, wodurch leichte Verspannungen gelöst werden. Der Meerrettich soll auch wirksam gegen Magen-Darm-Störungen sein und auf die Absonderung des Gallensaftes (Fettverdauung) günstig wirken. Zusätzlich enthält der Meerrettich auch bakterienhemmende (antibiotische) und krebsvorbeugende Stoffe. Das sind schwefelhaltige Substanzen, die auch im Knoblauch vorkommen (wie Allicin, Sinigrin) und den Meerrettich zu einem sehr gesunden Gewürz machen.
Wissenschaftlich belegt ist die antimikrobielle Wirkung der sogenannten Senföle im Meerrettich. Das ätherische Öl enthält Allylsenföl (ca. 90 %) und 2-Phenylethylensenföl. Je nach Dosis wirkt der Meerrettich bakteriostatisch bzw. bakterizid. Zur Senfölgewinnung wird nicht die Staude, sondern nur das unterirdische dickfleischige Wurzelwerk des Meerrettichs verwendet.
Bereits in den 1950er Jahren konnte die antimikrobielle Wirkung flüchtiger und öliger Wirkstoffe aus dem Meerrettich bestimmt werden. In-vitro-Tests haben gezeigt, dass das Gesamtöl eine stark bakteriostatische Wirkung besitzt: das Allylsenföl aus der Meerrettichwurzel zeigt eine gute Wirksamkeit im gramnegativen Spektrum, während das 2-Phenylethylensenföl ein erweitertes Wirkspektrum im grampositiven Bereich aufweist.
Auch eine antivirale Wirkung des Senföls aus Meerrettich konnte nachgewiesen werden. Meerrettichöl wirkt außerdem auf humanpathogene Pilze, Hefen, Spross- und Schimmelpilze gut fungistatisch.
In verschiedenen Untersuchungen wurde eine entgiftende Wirkung durch Meerrettichöl bei Streptokokken- und Staphylokokken-Infektionen nachgewiesen, was sich durch Inaktivierung bzw. Zerstörung des Streptokokkentoxins Streptolysin O erklärt. In Untersuchungen am Hygieneinstitut Gießen wurde bereits 1963 festgestellt, dass ca. 100 mg der Pflanze die Menge Wirkstoff enthalten, die erforderlich wäre, um das Dreifache derjenigen Staphylokokkentoxinmenge zu inaktivieren, die bis dahin als höchste Toxinkonzentration im menschlichen Organismus gefunden wurde.
Meerrettichwurzel ist bei Katarrhen der Luftwege, Infektionen der ableitenden Harnwege und zur hyperämisierenden Behandlung bei leichten Muskelschmerzen (äußere Anwendung) angezeigt. Zur Anwendung kommen die frische oder getrocknete zerkleinerte Droge, der Frischpflanzenpresssaft oder andere galenische Zubereitungen zum Einnehmen oder zur äußeren Anwendung. Eine Kombination der Meerrettichwurzel mit anderen Pflanzenstoffen ist sinnvoll. Kombiniert mit Kapuzinerkressenkraut wird die Meerrettichwurzel in der Praxis als Phytotherapeutikum zur Behandlung von Atemwegs- und Harnwegsinfekten eingesetzt. Zahlreiche In-vitro-Studien belegen, dass eine Kombination der beiden Pflanzenstoffe ein breites antibakterielles Wirkspektrum gegenüber 13 klinisch relevanten Bakterienstämmen besitzt, u. a. gegenüber MRSA und Pseudomonas aeruginosa und auch entzündungshemmend wirkt. In der 2017 aktualisierten S3-Leitlinie zur Therapie von unkomplizierten Harnwegsinfektionen wird der Einsatz von Arzneimitteln mit Kapuzinerkresse und Meerrettich als pflanzliche Behandlungsmöglichkeit bei häufig wiederkehrenden Blasenentzündungen empfohlen.
Früher ging man davon aus, dass bei Blasen- und Nierenleiden kein Meerrettich gegessen werden sollte, da große Mengen Meerrettich Nierenbluten auslösen könnten. In der Fachliteratur des 21. Jahrhunderts wird dieses Problem nicht mehr berichtet. Meerrettich eignet sich nicht für Patienten mit Magen- oder Darmgeschwüren sowie Schilddrüsenfehlfunktionen.
Der Meerrettich wurde vom Verein NHV Theophrastus zur Heilpflanze des Jahres 2021 gekürt. In der Begründung heißt es, der Meerrettich habe „als Heilpflanze ein großes und leider bisher zu wenig ausgeschöpftes Potenzial“.
Meerrettich kann in rohem geriebenem Zustand in Mund und Nase brennen, auf der Haut Rötungen und Blasen hervorrufen und in sehr großen Mengen eingenommen zu Durchfall oder Erbrechen führen. Diese Eigenschaft verliert sich durch Trocknung der Meerrettichwurzel.

## Aberglaube
Man sagt dem Meerrettich als Amulett heilende Kräfte nach – Kinder trugen früher auf dem Land öfter eine Halskette, die aus geschnittenen aufgefädelten Scheiben einer Meerrettichwurzel hergestellt war. Legt man eine Scheibe rohen Meerrettich in den Geldbeutel, soll dieser niemals leer werden.